# Agourai
Agourai (en àrab أكوراي, Agūrāy; en amazic ⴰⴳⵓⵔⴰⵢ) és un municipi de la província d'El Hajeb, a la regió de Fes-Meknès, al Marroc. Segons el cens de 2014 tenia una població total de 16.651 persones.